# Kahrar-e Sofla
Kahrar-e Sofla (en persa: كهرارسفلي‎, también romanizado como Kahrār-e Soflá; también conocido como Kahrār y Qahrār-e Pā'īn)  es una aldea ubicada en el distrito rural de Qarah Su, en el distrito central del condado de Kermanshah, provincia de Kermanshah, Irán. En el censo de 2006, su población era de 350 habitantes, con 75 familias.